# The Circus Starring: Britney Spears
Pour les articles homonymes, voir Circus.
Tournées par Britney Spears
The M+M's Tour (2007) Femme Fatale Tour (2011)
The Circus Starring: Britney Spears (communément appelé Circus Tour) est la sixième tournée mondiale de la chanteuse américaine Britney Spears pour promouvoir son sixième album studio Circus. Les rumeurs d'une nouvelle tournée surgissent dès octobre 2007, après la sortie du cinquième opus de Spears, Blackout, toutefois, le projet n'aboutit pas pour des raisons inconnues. La tournée est officiellement annoncée en décembre 2008, alors que des dates américains et britanniques sont révélées. La scène se compose de trois anneaux mis en rond afin de ressembler à une réelle scène de cirque. Les créateurs de mode Dean et Dan Caten ont créé les costumes. Un écran géant est placé au-dessus de la scène pour présenter des vidéos et décors. Les effets sont fournis par Solotech. Le magicien Ed Alonzo rejoint Spears lors du deuxième acte du show. La setlist est composée généralement de chansons extraites des albums In the Zone, Blackout et Circus. En juin 2009, Spears annonce qu'elle sera en tournée pour la première fois en Australie.
La tournée est décrite comme une "extravagance pop". Le show est divisé en cinq segments. The Circus met en vedette une Britney Spears métamorphosée de Britney en Monsieur Loyal entourée par de différents artistes. House of Fun (Anything Goes) affiché une série de numéros avec des thèmes différents, y compris la magie et militaire. L'acte se termine avec un spectacle inspiré de Bollywood et une ballade durant laquelle Spears flotte sur un parapluie géant. Freakshow/Peepshow débute avec une vidéo interlude mise en scène avec du heavy metal et continue avec des performances sombres et sexuelles. Electro Circ affiche des numéros de danse énergique alors que le rappel se compose d'un montage vidéo des vidéoclips de Spears et une performance sur le thème de la police. Plusieurs changements ont été apportés au show pendant la tournée. Plusieurs chansons ont été remixées, Spears a également interprété Mannequin lors de certaines dates européennes et des reprises de Duffy et Alanis Morissette sur plusieurs dates nord-américaines.
The Circus Starring: Britney Spears a reçu des critiques positives et mitigées. Alors que certains louent son esthétique et considère le spectacle comme divertissant, d'autres critiquent le manque d'implication de Britney Spears lors de certains actes. La tournée est toutefois un succès commercial, avec un total brut de 131,8 millions de dollars de bénéfices. Un grand nombre de billets ont été vendus dans la semaine ayant suivi l'annonce des concerts, ce qui a incité les organisateurs à ajouter plus de dates. La tournée a également battu des records de fréquentation dans de nombreuses villes et de tous les spectacles en Amérique du Nord étaient complets. Le Circus Tour devient le cinquième plus gros succès de 2009 en matière de tournée, ainsi que la cinquième tournée la plus lucrative pour une artiste féminine. La tournée suscite une controverse en Australie après qu'un journaliste a déclaré qu'un grand nombre de spectateurs ont quitté la salle pendant le concert. Cependant, ceci fut plus tard démenti par le management et les promoteurs de Spears.

## Historique

### Genèse
Le 9 septembre 2007, Britney Spears interprète Gimme More, le premier single de son cinquième album studio Blackout aux MTV Video Music Awards. Son dernier concert remonte au mois de mai de la même année, lors de la série de mini-concerts The M+M's Tour. Sa prestation est abondamment commentée et critiquée, chant, danse, tenue vestimentaire et cela est considérée comme préjudiciable pour sa carrière. En octobre 2007, il est rapporté que Britney Spears a l'intention de partir en tournée pour promouvoir l'album et que des auditions de danse ont été ouvertes, mais cela est plus tard démenti par Jive Records. En février 2008, on rapporte que Spears aurait déjà répété en privé pendant un mois au Millennium Dance Complex à Los Angeles, en Californie, et serait sur le point de partir en Europe dans les semaines à venir pour une tournée mondiale. Toutefois, tout est annulé pour des raisons inconnues. En septembre 2008, après que la radio new-yorkaise Z100 diffuse en première mondiale son nouveau single Womanizer, Britney Spears fait une apparition surprise durant l'émission et annonce qu'elle partira en tournée mondiale en 2009 pour promouvoir son sixième album studio, Circus. Le promoteur des concerts est AEG Live. L'ancien directeur de la tournée, le chorégraphe australien Wade Robson, déclare que la tournée se rendra aux États-Unis, au Royaume-Uni, et rejoindra également l'Australie.
Après sa prestation en direct de l'émission Good Morning America le 2 décembre 2008, Spears annonce officiellement une première série de vingt-cinq dates aux États-Unis et deux dates au Royaume-Uni et le lancement de la tournée le 3 mars 2009 à La Nouvelle-Orléans. Les Pussycat Dolls sont choisies en octobre 2008 pour assurer la première partie des concerts. Larry Rudolph, le manager de Spears affirme que le spectacle allait « souffler les esprits et promet de montrer aux fans de Britney quelque chose qu'ils n'oublieront jamais. » Plus tard, il ajoute, « elle va à pleine vitesse pendant tout le spectacle - environ une heure et demie. C'est assez intense […] C'est tout ce que tout le monde attend d'elle - et plus! » Le 28 avril 2009, huit dates européennes sont ajoutées. Le lendemain, quatre autres dates sont annoncées en Russie, en Pologne et Allemagne. Le 9 juin 2009, Britney Spears annonce qu'elle sera en tournée en Australie pour la première fois en novembre. Six dates sont initialement annoncées. Spears déclare: « J'ai voulu faire une tournée en Australie plusieurs fois et finalement cela arrive maintenant. Mon Circus Tour est le meilleur spectacle que j'ai jamais créé et je suis impatiente de l'interpréter pour tous mes fans australiens. À bientôt les gars! » Le lendemain, il est annoncé sur son site officiel qu'elle reviendrait en Amérique du Nord pour une seconde série de concerts en passant par une vingtaine de villes. The Circus Starring: Britney Spears devait selon les rumeurs également rejoindre l'Amérique du Sud, cependant, le manager de Spears, Adam Leber démenti en dépit de leurs efforts pour que cela se réalise.

### Développement

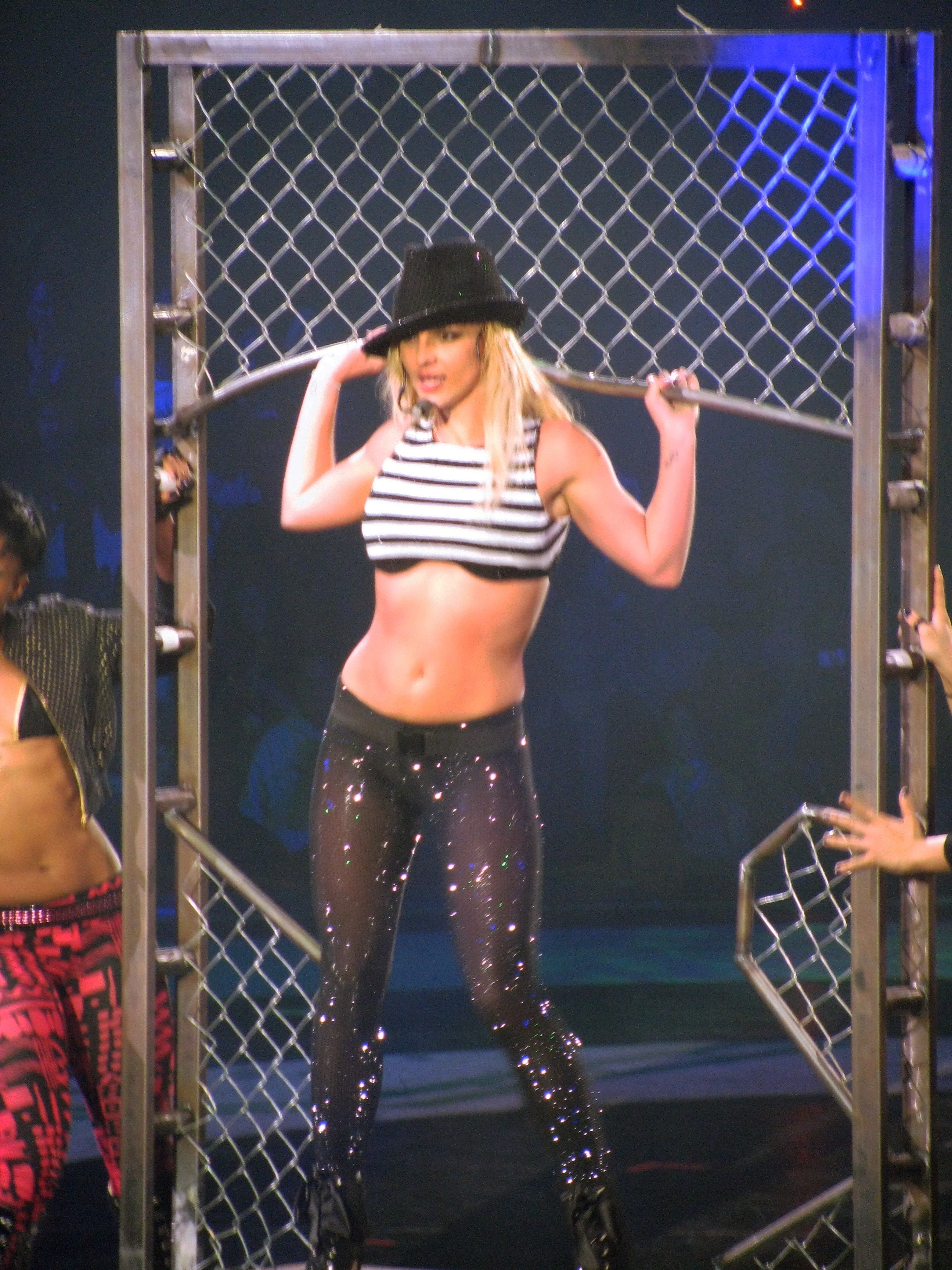
Britney Spears pour Toxic

En octobre 2008, Britney Spears embauche Wade Robson, qui a travaillé avec elle auparavant comme directeur de sa tournée  Dream Within a Dream Tour, il annonce que les répétitions commenceront en janvier. Son épouse, Amanda Robson, est également embauchée en tant que codirectrice créatif. Andre Fuentes est choisi pour mener les chorégraphies. Cependant, le 23 décembre 2008, le couple Robson et Fuentes sont remplacés, pour des raisons inconnues, par Jamie King qui avait déjà collaboré avec Britney Spears pour son  Oops!... I Did It Again World Tour. Il réalise le casting des danseurs et des acrobates et travaille avec Spears sur la setlist et la chorégraphie. Jamie King décrit le spectacle comme « très sexy, fun, explosive et pleine de surprises. Tout en évitant les éléments du cirque traditionnel tels que les animaux vivants, nous avons créé quelque chose d'innovant et passionnant avec des contorsionnistes, des danseurs, l'éclairage, le feu et autres effets spéciaux ». Simon Ellis est embauché comme directeur musical. La conception de la production des décors est confié à  Road Rage, une alliance entre Nick Whitehouse, Bryan Leitch, William Baker et Steve Dixon. L'élaboration des lumières est confiée à Visual Light formée par Whitehouse et Leitch. La scène est conçue par Road Rage sous forme d'arène centrale avec une grande scène en plein centre peinte afin de ressembler à une cible. Il y avait aussi deux scènes annexes unifiées par des petites passerelles pour ressembler à trois réelles pistes de cirque. La scène est construite par Tait Towers et comprend neuf ascenseurs, qui ont un coût de 10 millions de dollars. La scène a voyagé dans 3000 caisses roulantes chargées dans 32 semi-remorques et un total de 150 personnes est nécessaire pour la mettre en place. Un écran semi-transparent en cylindre est placé au-dessus de la scène. Les décors sont conçus par Dirk Decooedt. Il y avait trois séquences vidéos tournées exclusivement pour la tournée: une vidéo d'ouverture mettant en scène Perez Hilton, une vidéo de Britney Spears mise en scène sur Sweet Dreams (Are Made of This) de Marilyn Manson et un montage final. Les trois vidéos sont créées par Veneno. Les accessoires dont les balançoires, les canapés, monocycles, barres de pole dance, la cage d'or et cadres photos géantes, ont été conçus par ShowFX Inc; ils ont aussi fourni des canapés personnalisés pour les places VIP qui bordaient le périmètre de la scène.

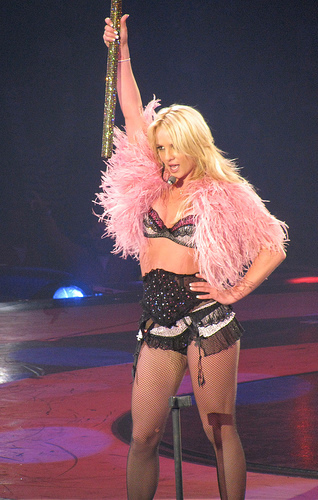
Britney Spears interprétant If U Seek Amy

Britney Spears explique que comme elle n'a pas fait de tournée pour promouvoir Blackout, elle est contente d'avoir à inclure des chansons de cet album dans la setlist. La setlist finale comprend trois chansons Circus, six chansons de Blackout et cinq chansons de In the Zone; les autres parties de la setlist se composant d'un medley de Breathe on Me et Touch of My Hand, tous deux extraits de In the Zone, et un remix de …Baby One More Time, la seule chanson interprétée extraite de l'album du même nom. Everytime est la seule chanson qui n'est pas inclus dans la setlist finale, mais la chanson a été régulièrement interprétée durant la tournée. Le magicien Ed Alonzo rejoint Spears dans l'un des actes du spectacle, et la chanteuse joue son assistante. Alonzo a déclaré: « Nous allons faire les classiques de la magie, mais d'une manière un peu high-tech. Nous allons faire un peu de dissection, de transposition, une disparition, une apparence - Et si je fais une farce, elle ne tiendra pas seulement les accessoires de tenir, elle pénétrera à l'intérieur des grandes boîtes ou je la découperai en tranche… Certaines d'entre elles sont assez effrayantes, mais elle va droit dedans sans réserve. » Les costumes sont conçus par Dean et Dan Caten de DSquared2. Ils ont recréé les tenues de cirque classique telles que celles des clowns, des jongleurs et trapézistes d'une manière plus provocatrice. À ce sujet ils déclarent:

« Nous sommes de grands fans de Britney et on a attendu le moment idéal pour collaborer avec elle. Ça va être sauvage. Nous voulions créer quelque chose de beaucoup plus provocant et indécent… Quelque chose de bestial et primaire. Nous sommes confiants que ce partenariat, un hommage autobiographique pour celle qui a toujours été sous le feu des projecteurs: scrutée, observée, imitée, photographiée, critiquée et aimée, sera un énorme succès. »

Les costumes du premier acte ont été choisis pour montrer une métamorphose. La coiffe guépard représente un animal. La veste et le fouet représentent à la fois un maître de piste et un dompteur de lions. Elle enlève le costume à la fin de la première chanson pour révéler un corset de cristal Swarovski et des bottes et entre dans la cage pour représenter une esclave. Le costume pour la chanson Mannequin inclut un jeans noir de la marque True Religion et un débardeur jaune avec strass imaginé par Britney Spears elle-même. Les tenues de la chanteuse étaient en double en cas de problème. Le nombre total de costumes est d'approximativement 350, conservés dans l'ordre du déroulement du show par six femmes à plein temps. 150 000 $ de cristaux Swaroski étaient placés sur les costumes.

## Déroulement
Le concert est divisé en quatre actes suivis d'un rappel.

### Synopsis
Le premier acte est intitulé « The Circus ». Il est constitué de cinq parties : 
Une vidéo d'introduction de Perez Hilton, déguisé en reine Élisabeth Ire, souhaite la bienvenue aux spectateurs. Britney Spears, en tenue de Monsieur Loyal descend sur scène d'une plate-forme et interprète Circus. Lorsque se termine Circus, Britney Spears retire son costume et pénètre dans une cage en or où elle essaie d'échapper à ses danseurs déguisés en bourreau. À la suite vient, leThunderstorm Segue : des acrobates apparaissant sur scène pendant que Britney Spears change de costume en coulisse. Britney Spears apparaît sur scène dans une nouvelle tenue et danse sur Radar avec une barre de pole dance.

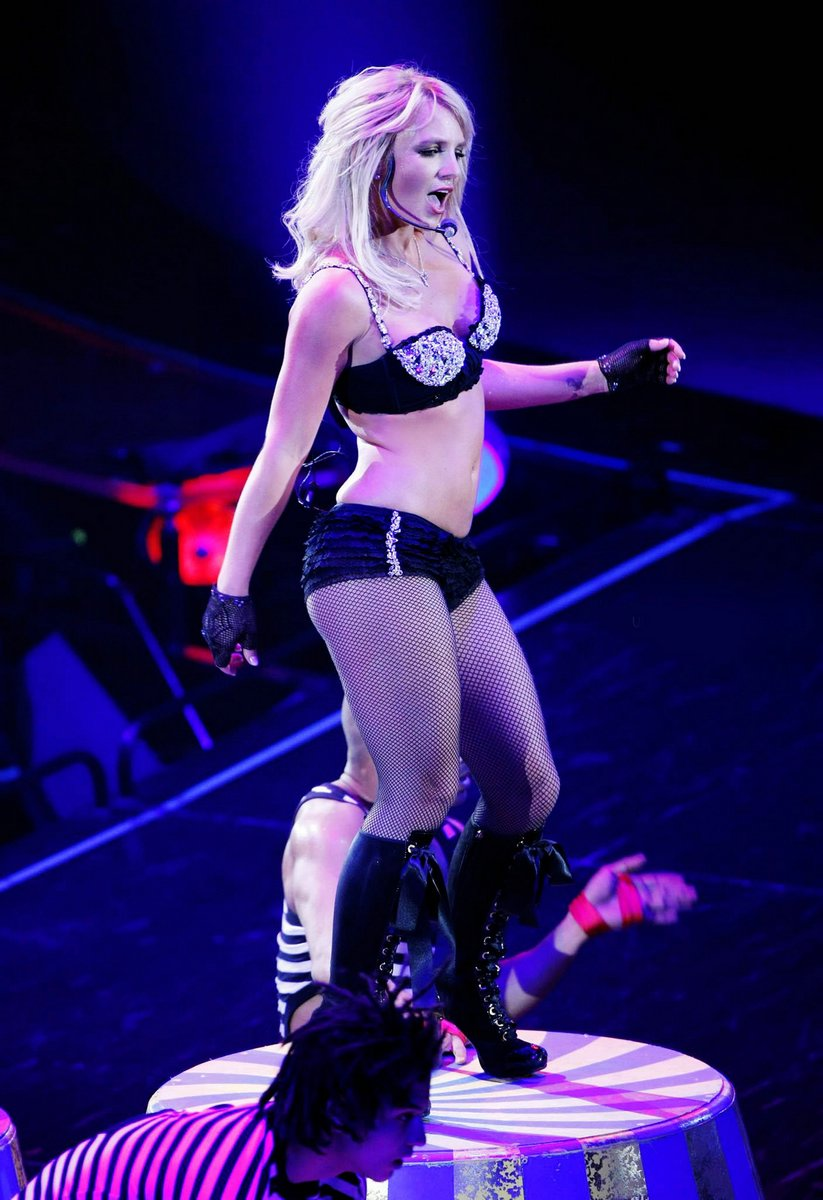
Britney Spears interprétant Radar

Le deuxième acte s'appelle « House of Fun (Anything Goes) ». Il est divisé en sept temps :
Des artistes font une démonstration d'arts martiaux sur un remix de la chanson Gimme More. Britney Spears revient sur scène jouant le rôle de l'assistante du magicien Ed Alonzo. La chanson, Ooh Ooh Baby, passe en fond tandis que Britney Spears est sciée en deux par le magicien. Elle entre ensuite dans une cage couverte d'un rideau où elle se déshabille et réapparaît en quelques secondes de l'autre côté de la scène. Après le tour de magie de Ooh Ooh Baby, Britney surprend tous les spectateurs face à eux, pour chanter et danser sur Hot as Ice.
Britney Spears se tient à l'arrière d'un tricycle conduit par un de ses danseurs et est habillée d'une veste militaire. Boys est donc interprété. À la fin du titre, elle chante un hymne militaire tout en demandant à ses danseurs d'effectuer des pompes. Britney Spears réapparaît une nouvelle fois de tenue pour interpréter If U Seek Amy. Britney Spears enchaine sur Me Against the Music remixé à la sauce Bollywood tout en portant un costume d'inspiration orientale. Ensuite, La chanteuse est installée sur une nacelle en forme d'ombrelle et interprète Everytime.
Le troisième acte du spectacle s'appelle « Freakshow/Peepshow ».
Une vidéo interlude réalisée sur la chanson Sweet Dreams (Are Made of This) de Marilyn Manson. Britney Spears et ses danseurs sont dans un bal costumé aux allures d'orgie.Britney Spears apparaît sur scène et interprète Freakshow, habillée encore une fois d'un costume différent. Chaque danseur représente un monstre dans un style différent, plus ou moins prononcé. Britney Spears et ses danseurs se déshabillent au fur et à mesure que la chanson,Get Naked (I Got A Plan), défile. Mannequin, uniquement lors de certains concerts européens, Britney Spears est vêtue d'un jeans noir et d'un débardeur jaune, coiffée de la casquette de policier réutilisée plus tard sur Womanizer.
Une vidéo est diffusée pendant que des clowns choisissent un spectateur et l'emmène sur scène. Britney Spears vêtue d'une combinaison à demi-transparente, effectue sa chorégraphie devant le spectateur préalablement choisi, sur Breathe on Me et suivie de Touch of My Hand où chorégraphie s'effectue en partie dans les airs.
Le dernier acte est intitulé « Electro Circ ».
Des guitaristes montent sur scène tandis que Britney Spears effectue sa chorégraphie sur Do Somethin'. Britney Spears danse sur une version remixée de I'm a Slave 4 U. À la fin, elle s'installe dans une nacelle qui s'élève au-dessus de la scène tandis que des flammes jaillissent de part et d'autre de celle-ci. Ensuite, vient leDancer Solo Segue/Heartbeat Segue, il s'agit de la présentation des danseurs où chacun fait un numéro de danse pour montrer ses talents, avant que Toxic soit exécuté. Britney Spears danse sur un remix de …Baby One More Time en portant un haut à rayures et un shorty. Le titre comporte un break pendant lequel la chorégraphie s'intensifie.
Enfin, le spectacle fait l'objet d'un rappel organisé. Une vidéo d'entracte, montage de différents clips et apparitions de Britney Spears, sur le titre Break the Ice. Britney Spears revient sur scène pour interpréter Womanizer. Elle est déguisée en policière. À la fin de la chanson, un rideau d'étincelles tombe sur la scène centrale et le spectacle se termine par les remerciements de la chanteuse.

### Setlist
Acte 1 : The Circus
1. Circus
2. Piece of Me
3. Radar

Acte 2 : House of Fun (Anything Goes) - interlude : Gimme More
1. Ooh Ooh Baby
2. Hot as Ice
3. Boys
4. If U Seek Amy
5. Me Against the Music
6. Everytime

Acte 3 : Freakshow/Peepshow - interlude : Sweet Dreams (Are Made of This)
1. Freakshow
2. Get Naked (I Got A Plan)

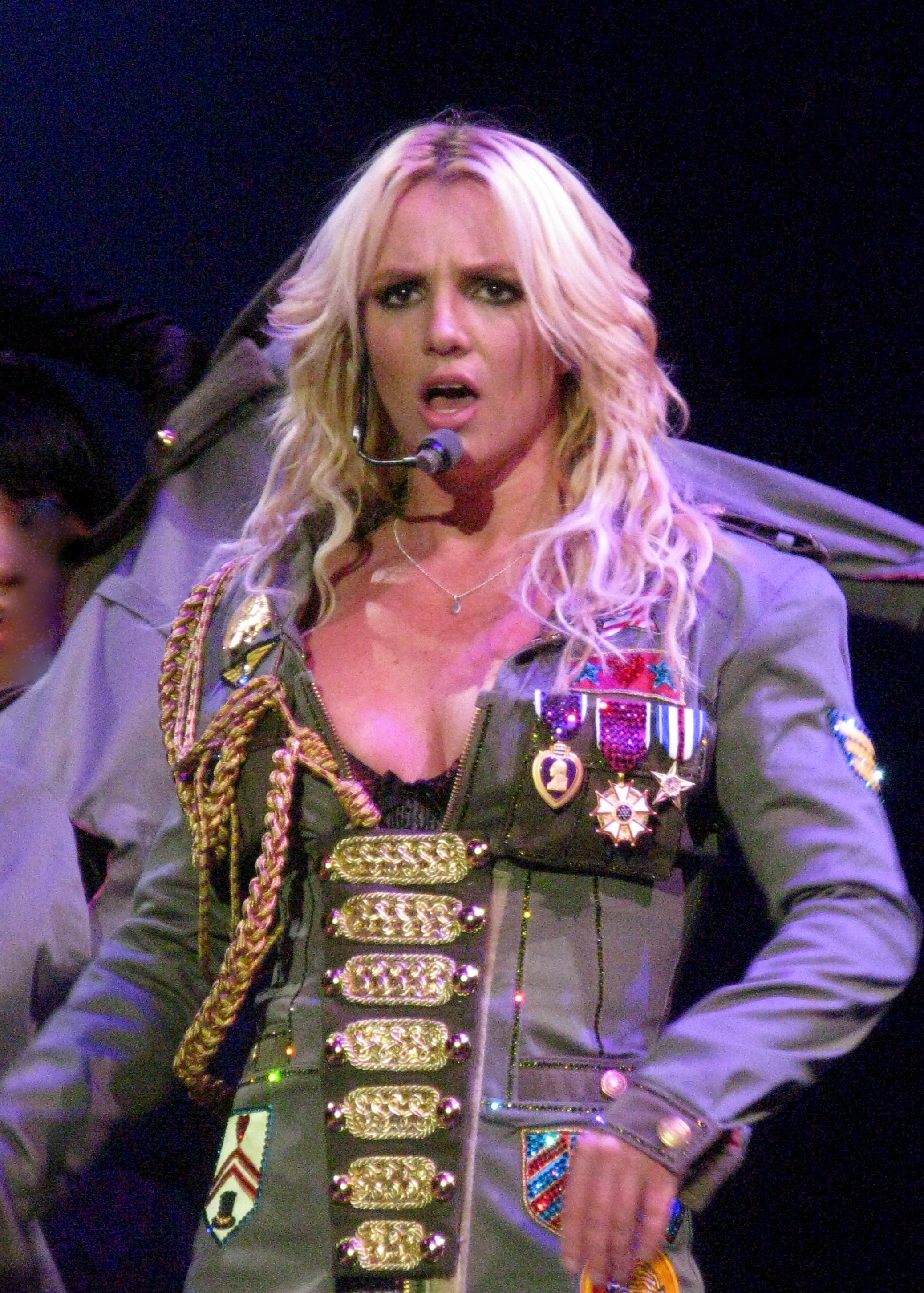
Britney Spears sur Boys

3. Mannequin (uniquement lors de certains concerts européens)
4. Breathe on Me
5. Touch of My Hand

Acte 4 : Electro Circ 
1. Do Somethin'
2. I'm a Slave 4 U
3. Toxic
4. …Baby One More Time

Encore : - interlude : Break the Ice
1. Womanizer

- | Notes D'autres chansons ont été interprétées sur certaines date comme : Mannequin , You Oughta Know et I'm Scared . Touch Of My Hand n'a été interprété seulement à quelques dates de la seconde étape en Amérique du Nord et pas du tout en Australie. Everytime n'était pas incluse dans la setlist officielle, mais pour autant, a été interprété à toutes les dates de la tournée. |

## Dates
| Date                 | Ville               | Pays        | Lieu                              | Première partie                          | Présences                     | Revenus      |
| -------------------- | ------------------- | ----------- | --------------------------------- | ---------------------------------------- | ----------------------------- | ------------ |
| Amérique du Nord     |                     |             |                                   |                                          |                               |              |
| 3 mars 2009          | La Nouvelle-Orléans | États-Unis  | New Orleans Arena                 | The Pussycat Dolls                       | 16,810 / 16,810               | $1,604,815   |
| 5 mars 2009          | Atlanta             | États-Unis  | Philips Arena                     | The Pussycat Dolls                       | 17,194 / 17,194               | $1,695,449   |
| 7 mars 2009          | Miami               | États-Unis  | American Airlines Arena           | The Pussycat Dolls                       | 18,644 / 18,644               | $1,972,928   |
| 8 mars 2009[A]       | Tampa               | États-Unis  | St. Pete Times Forum              | The Pussycat Dolls                       | 18,929 / 18,929               | $1,818,011   |
| 11 mars 2009         | Uniondale           | États-Unis  | Nassau Veterans Memorial Coliseum | The Pussycat Dolls                       | 33,549 / 33,549               | $3,623,790   |
| 13 mars 2009         | Newark              | États-Unis  | Prudential Center                 | The Pussycat Dolls                       | 33,535 / 33,535               | $3,865,005   |
| 14 mars 2009         | Newark              | États-Unis  | Prudential Center                 | The Pussycat Dolls                       | 33,535 / 33,535               | $3,865,005   |
| 16 mars 2009         | Boston              | États-Unis  | TD Banknorth Garden               | The Pussycat Dolls                       | 16,659 / 16,659               | $1,909,235   |
| 18 mars 2009         | Toronto             | Canada      | Air Canada Centre                 | The Pussycat Dolls                       | 37,912 / 37,912               | $3,714,316   |
| 19 mars 2009         | Toronto             | Canada      | Air Canada Centre                 | The Pussycat Dolls                       | 37,912 / 37,912               | $3,714,316   |
| 20 mars 2009         | Montréal            | Canada      | Centre Bell                       | The Pussycat Dolls                       | 21,234 / 21,234               | $1,911,733   |
| 23 mars 2009[B]      | Uniondale           | États-Unis  | Nassau Veterans Memorial Coliseum | The Pussycat Dolls                       | —[C]                          | —[C]         |
| 24 mars 2009         | Washington D.C.     | États-Unis  | Verizon Center                    | The Pussycat Dolls                       | 18,160 / 18,160               | $1,859,147   |
| 27 mars 2009         | Pittsburgh          | États-Unis  | Mellon Arena                      | The Pussycat Dolls                       | 16,146 / 16,146               | $1,553,944   |
| 30 mars 2009         | Houston             | États-Unis  | Toyota Center                     | The Pussycat Dolls                       | 16,604 / 16,604               | $1,749,704   |
| 31 mars 2009         | Dallas              | États-Unis  | American Airlines Center          | The Pussycat Dolls                       | 17,869 / 17,869               | $1,830,923   |
| 2 avril 2009         | Kansas City         | États-Unis  | Sprint Center                     | The Pussycat Dolls                       | 16,872 / 16,872               | $1,567,486   |
| 3 avril 2009         | Minneapolis         | États-Unis  | Target Center                     | The Pussycat Dolls                       | 17,694 / 17,694               | $1,420,032   |
| 6 avril 2009         | Edmonton            | Canada      | Rexall Place                      | The Pussycat Dolls                       | 17,109 / 17,109               | $1,422,220   |
| 8 avril 2009[D]      | Vancouver           | Canada      | GM Place                          | The Pussycat Dolls                       | 18,040 / 18,040               | $1,552,132   |
| 9 avril 2009         | Tacoma              | États-Unis  | Tacoma Dome                       | The Pussycat Dolls                       | 21,828 / 21,828               | $1,694,410   |
| 11 avril 2009        | Sacramento          | États-Unis  | ARCO Arena                        | The Pussycat Dolls                       | 14,975 / 14,975               | $1,293,323   |
| 12 avril 2009        | San Jose            | États-Unis  | HP Pavilion at San Jose           | The Pussycat Dolls                       | 17,869 / 17,869               | $1,834,352   |
| 14 avril 2009        | Salt Lake City      | États-Unis  | EnergySolutions Arena             | The Pussycat Dolls                       | 17,095 / 17,095               | $1,076,551   |
| 16 avril 2009        | Los Angeles         | États-Unis  | Staples Center                    | The Pussycat Dolls                       | 33,142 / 33,142               | $4,062,953   |
| 17 avril 2009        | Los Angeles         | États-Unis  | Staples Center                    | The Pussycat Dolls                       | 33,142 / 33,142               | $4,062,953   |
| 19 avril 2009        | Anaheim             | États-Unis  | Honda Center                      | The Pussycat Dolls                       | 31,582 / 31,582               | $3,081,963   |
| 20 avril 2009        | Anaheim             | États-Unis  | Honda Center                      | The Pussycat Dolls                       | 31,582 / 31,582               | $3,081,963   |
| 22 avril 2009        | Oakland             | États-Unis  | Oracle Arena                      | The Pussycat Dolls                       | 17,694 / 17,694               | $1,310,285   |
| 24 avril 2009        | Glendale            | États-Unis  | Jobing.com Arena                  | The Pussycat Dolls                       | 17,005 / 17,005               | $1,769,063   |
| 25 avril 2009        | Las Vegas           | États-Unis  | MGM Grand Garden Arena            | The Pussycat Dolls                       | 15,728 / 15,728               | $2,482,352   |
| 28 avril 2009        | Rosemont            | États-Unis  | Allstate Arena                    | The Pussycat Dolls                       | 32,942 / 32,942               | $3,194,384   |
| 29 avril 2009        | Rosemont            | États-Unis  | Allstate Arena                    | The Pussycat Dolls                       | 32,942 / 32,942               | $3,194,384   |
| 30 avril 2009        | Columbus            | États-Unis  | Jerome Schottenstein Center       | The Pussycat Dolls                       | 17,221 / 17,221               | $1,434,383   |
| 2 mai 2009           | Uncasville          | États-Unis  | Mohegan Sun Arena                 | The Pussycat Dolls                       | 18,611 / 18,611               | $2,349,446   |
| 3 mai 2009[G]        | Uncasville          | États-Unis  | Mohegan Sun Arena                 | The Pussycat Dolls                       | 18,611 / 18,611               | $2,349,446   |
| 5 mai 2009           | Montréal            | Canada      | Centre Bell                       | Girlicious                               | 11,475 / 11,475               | $1,064,925   |
| Europe               |                     |             |                                   |                                          |                               |              |
| 3 juin 2009          | Londres             | Royaume-Uni | O2 Arena                          | Ciara                                    | 139,778 / 139,778             | $9,959,306   |
| 4 juin 2009          | Londres             | Royaume-Uni | O2 Arena                          | Ciara                                    | 139,778 / 139,778             | $9,959,306   |
| 6 juin 2009          | Londres             | Royaume-Uni | O2 Arena                          | Ciara                                    | 139,778 / 139,778             | $9,959,306   |
| 7 juin 2009          | Londres             | Royaume-Uni | O2 Arena                          | Ciara                                    | 139,778 / 139,778             | $9,959,306   |
| 10 juin 2009         | Londres             | Royaume-Uni | O2 Arena                          | Ciara                                    | 139,778 / 139,778             | $9,959,306   |
| 11 juin 2009         | Londres             | Royaume-Uni | O2 Arena                          | Ciara                                    | 139,778 / 139,778             | $9,959,306   |
| 13 juin 2009         | Londres             | Royaume-Uni | O2 Arena                          | Ciara                                    | 139,778 / 139,778             | $9,959,306   |
| 14 juin 2009         | Londres             | Royaume-Uni | O2 Arena                          | Ciara                                    | 139,778 / 139,778             | $9,959,306   |
| 17 juin 2009         | Manchester          | Royaume-Uni | Manchester Evening News Arena     | N/A                                      | —                             | —            |
| 19 juin 2009         | Dublin              | Irlande     | The O2                            | N/A                                      | —                             | —            |
| 20 juin 2009         | Dublin              | Irlande     | The O2                            | N/A                                      | —                             | —            |
| 4 juillet 2009       | Paris               | France      | Palais omnisports de Paris-Bercy  | Sliimy                                   | —                             | —            |
| 5 juillet 2009       | Paris               | France      | Palais omnisports de Paris-Bercy  | Sliimy                                   | —                             | —            |
| 6 juillet 2009       | Paris               | France      | Palais omnisports de Paris-Bercy  | Sliimy                                   | —                             | —            |
| 9 juillet 2009       | Anvers              | Belgique    | Palais des sports                 | Havana Brown                             | 15,842 / 17,029               | $1,628,583   |
| 11 juillet 2009      | Copenhague          | Danemark    | Parken Stadium                    | Havana Brown                             | 44,821 / 44,821               | $4,928,523   |
| 12 juillet 2009      | Stockholm           | Suède       | Ericsson Globe                    | Havana Brown                             | —                             | —            |
| 13 juillet 2009      | Stockholm           | Suède       | Ericsson Globe                    | Havana Brown                             | —                             | —            |
| 16 juillet 2009      | Helsinki            | Finlande    | Hartwall Arena                    | Havana Brown                             | —                             | —            |
| 19 juillet 2009      | Saint-Pétersbourg   | Russie      | Palais de glace Saint-Pétersbourg | Havana Brown                             | —                             | —            |
| 21 juillet 2009      | Moscou              | Russie      | Olimpiisky Indoor Arena           | Havana Brown                             | —                             | —            |
| 24 juillet 2009      | Varsovie            | Pologne     | TWKS                              | Annulé [X]                               | Annulé [X]                    | Annulé [X]   |
| 26 juillet 2009      | Berlin              | Allemagne   | O2 World                          | Cascada                                  | —                             | —            |
| Amérique du Nord     |                     |             |                                   |                                          |                               |              |
| 20 août 2009         | Hamilton            | Canada      | Copps Coliseum                    | Kristinia DeBarge Girlicious One Call    | 16,629 / 16,629               | $943,852     |
| 21 août 2009         | Ottawa              | Canada      | Scotiabank Place                  | Kristinia DeBarge Girlicious One Call    | 15,883 / 15,883               | $1,071,229   |
| 24 août 2009         | New York            | États-Unis  | Madison Square Garden             | Jordin Sparks Kristinia DeBarge One Call | 53,356 / 53,356               | $3,814,089   |
| 25 août 2009         | New York            | États-Unis  | Madison Square Garden             | Jordin Sparks Kristinia DeBarge One Call | 53,356 / 53,356               | $3,814,089   |
| 26 août 2009         | New York            | États-Unis  | Madison Square Garden             | Jordin Sparks Kristinia DeBarge One Call | 53,356 / 53,356               | $3,814,089   |
| 29 août 2009         | Boston              | États-Unis  | TD Banknorth Garden               | Jordin Sparks Kristinia DeBarge One Call | 15,330 / 15,330               | $1,036,457   |
| 30 août 2009         | Philadelphie        | États-Unis  | Wachovia Center                   | Kristinia DeBarge One Call               | 17,641 / 17,641               | $1,165,725   |
| 1er septembre 2009   | Orlando             | États-Unis  | Amway Arena                       | Jordin Sparks Kristinia DeBarge          | 11,408 / 11,408               | $687,437     |
| 2 septembre 2009     | Miami               | États-Unis  | American Airlines Arena           | Jordin Sparks Kristinia DeBarge          | 14,502 / 14,502               | $873,099     |
| 4 septembre 2009     | Atlanta             | États-Unis  | Philips Arena                     | Jordin Sparks Kristinia DeBarge          | 11,900 / 11,900               | $655,507     |
| 5 septembre 2009     | Greensboro          | États-Unis  | Greensboro Coliseum               | Jordin Sparks Kristinia DeBarge          | 10,813 / 10,813               | $559,862     |
| 8 septembre 2009     | Auburn Hills        | États-Unis  | The Palace of Auburn Hills        | Jordin Sparks Kristinia DeBarge          | 12,572 / 12,572               | $935,772     |
| 9 septembre 2009     | Rosemont            | États-Unis  | Allstate Arena                    | Jordin Sparks Kristinia DeBarge          | 15,695 / 15,695               | $722,618     |
| 11 septembre 2009    | Des Moines          | États-Unis  | Wells Fargo Arena                 | Jordin Sparks Kristinia DeBarge          | 10,397 / 10,397               | $525,479     |
| 12 septembre 2009    | Grand Forks         | États-Unis  | Alerus Center                     | Jordin Sparks Kristinia DeBarge          | 12,713 / 12,713               | $849,983     |
| 15 septembre 2009    | Tulsa               | États-Unis  | BOK Center                        | Jordin Sparks Kristinia DeBarge          | 10,930 / 10,930               | $794,596     |
| 16 septembre 2009    | Houston             | États-Unis  | Toyota Center                     | Jordin Sparks Kristinia DeBarge          | 11,347 / 11,347               | $738,656     |
| 18 septembre 2009    | Dallas              | États-Unis  | American Airlines Center          | Jordin Sparks Kristinia DeBarge          | 13,471 / 13,471               | $1,098,940   |
| 19 septembre 2009    | Bossier City        | États-Unis  | CenturyTel Center                 | Kristinia DeBarge                        | 10,240 / 10,240               | $610,818     |
| 21 septembre 2009    | El Paso             | États-Unis  | Don Haskins Center                | Jordin Sparks Kristinia DeBarge          | 11,531 / 11,531               | $928,907     |
| 23 septembre 2009    | Los Angeles         | États-Unis  | Staples Center                    | Jordin Sparks Kristinia DeBarge          | 15,306 / 15,306               | $1,162,646   |
| 24 septembre 2009    | San Diego           | États-Unis  | San Diego Sports Arena            | Jordin Sparks Kristinia DeBarge          | 11,845 / 11,845               | $608,300     |
| 26 septembre 2009    | Las Vegas           | États-Unis  | Mandalay Bay Events Center        | Jordin Sparks Kristinia DeBarge          | 18,799 / 18,799               | $1,712,858   |
| 27 septembre 2009[D] | Las Vegas           | États-Unis  | Mandalay Bay Events Center        | Jordin Sparks Kristinia DeBarge          | 18,799 / 18,799               | $1,712,858   |
| Océanie              |                     |             |                                   |                                          |                               |              |
| 6 novembre 2009      | Perth               | Australie   | Burswood Dome                     | Havana Brown                             | —                             | —            |
| 7 novembre 2009      | Perth               | Australie   | Burswood Dome                     | Havana Brown                             | —                             | —            |
| 11 novembre 2009     | Melbourne           | Australie   | Rod Laver Arena                   | Havana Brown                             | —                             | —            |
| 12 novembre 2009     | Melbourne           | Australie   | Rod Laver Arena                   | Havana Brown                             | —                             | —            |
| 13 novembre 2009     | Melbourne           | Australie   | Rod Laver Arena                   | Havana Brown                             | —                             | —            |
| 16 novembre 2009     | Sydney              | Australie   | Acer Arena                        | Havana Brown                             | 66,247 / 69,640               | $9,085,822   |
| 17 novembre 2009     | Sydney              | Australie   | Acer Arena                        | Havana Brown                             | 66,247 / 69,640               | $9,085,822   |
| 19 novembre 2009     | Sydney              | Australie   | Acer Arena                        | Havana Brown                             | 66,247 / 69,640               | $9,085,822   |
| 20 novembre 2009     | Sydney              | Australie   | Acer Arena                        | Havana Brown                             | 66,247 / 69,640               | $9,085,822   |
| 22 novembre 2009     | Brisbane            | Australie   | Brisbane Entertainment Centre     | Havana Brown                             | 29,457 / 39,876               | $4,053,770   |
| 24 novembre 2009     | Brisbane            | Australie   | Brisbane Entertainment Centre     | Havana Brown                             | 29,457 / 39,876               | $4,053,770   |
| 25 novembre 2009     | Brisbane            | Australie   | Brisbane Entertainment Centre     | Havana Brown                             | 29,457 / 39,876               | $4,053,770   |
| 27 novembre 2009     | Melbourne           | Australie   | Rod Laver Arena                   | Havana Brown                             | —                             | —            |
| 29 novembre 2009     | Adélaïde            | Australie   | Adelaide Entertainment Centre     | Havana Brown                             | —                             | —            |
| Total                | Total               | Total       | Total                             | Total                                    | 1,347,598 / 1,361,410 (98.9%) | $120,122,864 |

### Particularités, annulations et déplacements de certains concerts
A Le 8 mars 2009 lors du show de Tampa, après avoir terminé sa performance de I'm a Slave for You Spears a été victime d'un défaut de costume. Elle n'a alors pas réalisé que son micro était encore ouvert, et cria: « Mon minou dépasse », ce qui a été clairement entendu par le public. L'incident a été largement repris sur les blogs, et la vidéo a reçu des milliers de vues sur YouTube.
B Pour le concert du 23 mars 2009, les Pussycat Dolls n'ont pas assuré la première partie car la chanteuse Nicole Scherzinger était malade. Le concert a débuté avec la performance de Circus.
C Les résultats de ce concert sont combinés avec celui du 11 mars 2009.
D Le 8 avril 2009 à Vancouver, le concert est stoppé après Radar pour cause de problèmes de ventilation. Une annonce est faite dans la salle pour que le public éteigne toute cigarette.
E Le 27 septembre 2009 à Las Vegas, l'homme choisit dans le public pour la performance de Breathe On Me était Lance Bass.
F Ce concert fait partie du festival : Smukfest 2018.
G Le concert de Uncasville du 24 mars 2009 a été reporté au 3 mai pour cause de problèmes logistiques, en effet les équipements ne pouvaient être acheminés à temps de la précédente ville.
X Le concert du 24 juillet à Varsovie en Pologne est annulé par la promoteur polonais à la suite d'un différend contractuel non résolu. Britney Spears a présenté ses excuses à ses fans polonais déclarant qu'elle regrettait de ne pouvoir se rendre en Pologne lors de la tournée et qu'elle espérait pouvoir venir à Varsovie dans un futur proche.